# Tetrastichus basilewskyi
Tetrastichus basilewskyi är en stekelart som beskrevs av Jean Risbec 1957. Tetrastichus basilewskyi ingår i släktet Tetrastichus och familjen finglanssteklar.
Artens utbredningsområde är Rwanda. Inga underarter finns listade i Catalogue of Life.